# Sanicula capensis
Sanicula capensis là một loài thực vật có hoa trong họ Hoa tán. Loài này được (Cham. & Schltdl.) Eckl. & Zeyh. miêu tả khoa học đầu tiên năm 1837.